# Wellington (Texas)
Pour les articles homonymes, voir Wellington (homonymie).
La ville de Wellington est le siège du comté de Collingsworth, dans l’État du Texas, aux États-Unis. Sa population s’élevait à 2 189 habitants lors du recensement de 2010, estimée à 2 153 habitants en 2016.

## Source
- (en) Cet article est partiellement ou en totalité issu de l’article de Wikipédia en anglais intitulé « Wellington, Texas » (voir la liste des auteurs).